# Boża Wola (Łódź)
Boża Wola is een plaats in het Poolse district  Kutnowski, woiwodschap Łódź. De plaats maakt deel uit van de gemeente Kutno en telt 210 inwoners.